# Kasei Valles
Los Kasei Valles son un sistema gigante de cañones en el cuadrángulo de Mare Acidalium y el cuadrángulo de Lunae Palus en Marte, centrados en 24,6° de latitud norte y 65,0° de longitud oeste. Tienen 1.580 km (980 millas) de largo y recibieron su nombre de la palabra "Marte" en idioma japonés. Este es uno de los sistemas de canales de salida más grandes de Marte.

## Geografía

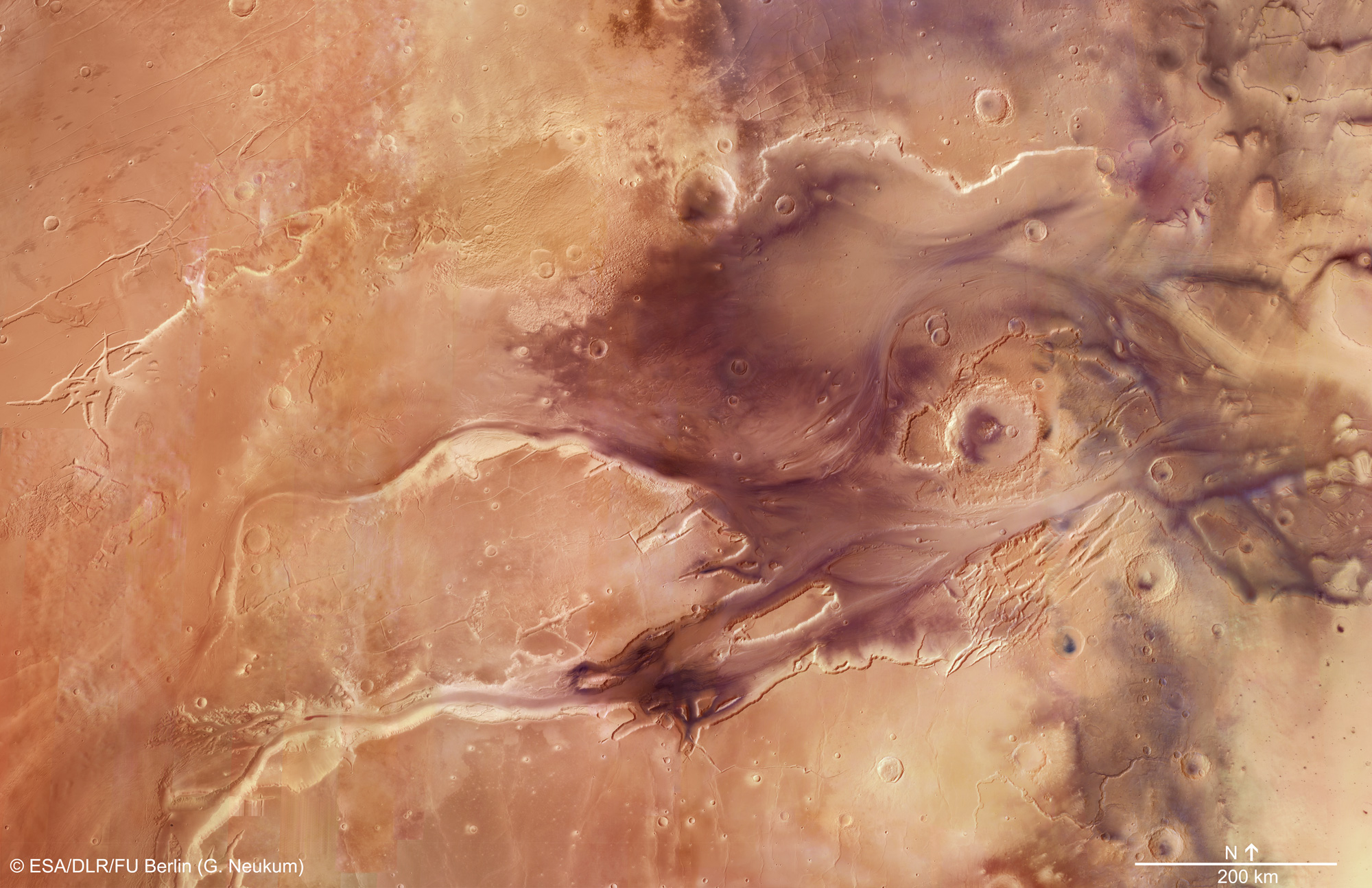
Área alrededor del norte de Kasei Valles en imágenes de la Mars Express.

Este enorme sistema tiene 300 millas de ancho en algunos lugares. En contraste, el Gran Cañón de la Tierra tiene solo 18 millas de ancho. Es uno de los sistemas de canales de salida continuos más largos de Marte. El sistema Kasei Valles comienza en Echus Chasma, cerca de Valles Marineris. Corre inicialmente hacia el norte, luego gira hacia el este y parece desembocar en Chryse Planitia, no lejos de donde aterrizó Viking 1. Alrededor de los 20° de latitud norte, el sistema se divide en dos canales, llamados Cañón de Kasei Vallis Canyon y canal de North Kasei. Estas ramas se recombinan alrededor de los 63° de longitud oeste, formando una gran isla entre los canales conocida como Sacra Mensa. Algunas partes de Kasei Valles tienen de 2 a 3 km de profundidad.
Al igual que otros canales de salida, probablemente fueron tallados por agua líquida, posiblemente liberada por el calentamiento del subsuelo volcánico en la región de Tharsis, ya sea como un evento catastrófico único o como múltiples inundaciones durante un largo período de tiempo. Otros han propuesto que ciertos accidentes geográficos fueron producidos por flujo glacial en lugar de líquido.
Tres conjuntos de cataratas enormes (caídas secas) están presentes en el área entre una característica de "isla" en el canal sur, Lunae Mensae, y el cráter Sharonov.  Estas cataratas, evidentemente esculpidas durante eventos de megainundaciones, tienen paredes frontales de hasta 400 m de altura  y son considerablemente más grandes que el análogo terrestre más grande, Dry Falls. Es posible que hayan migrado más de 100 km río arriba después de su formación inicial.